# Tarmstedt
Tarmstedt é um município da Alemanha localizado no distrito de Rotenburg, estado da Baixa Saxônia.
É membro e sede do Samtgemeinde de Tarmstedt.